# Сервомашинка

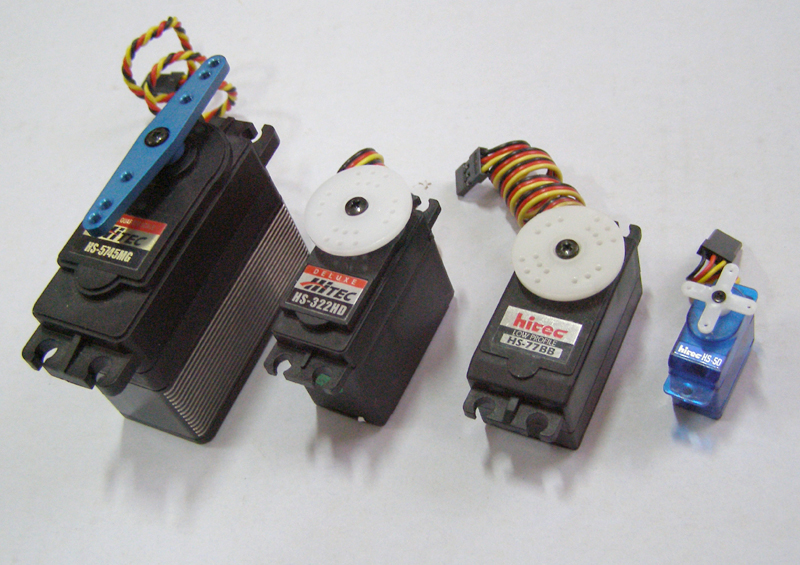
Сервомашинки для моделей різних типів та розмірів

Сервомашинка (рульова машинка, сервомотор, сервопривод) — пристрій для керування рухомими з'єднаннями, наприклад, зчленуваннями кінцівок в роботах, або поворотом керуючих поверхонь авіамоделі.
Рульова машинка складається з електродвигуна, ув'язаного в одному корпусі з редуктором і керуючою електронікою, яка найчастіше складається з потенціометра зворотного зв'язку і плати керування.

## Види сервомашинок

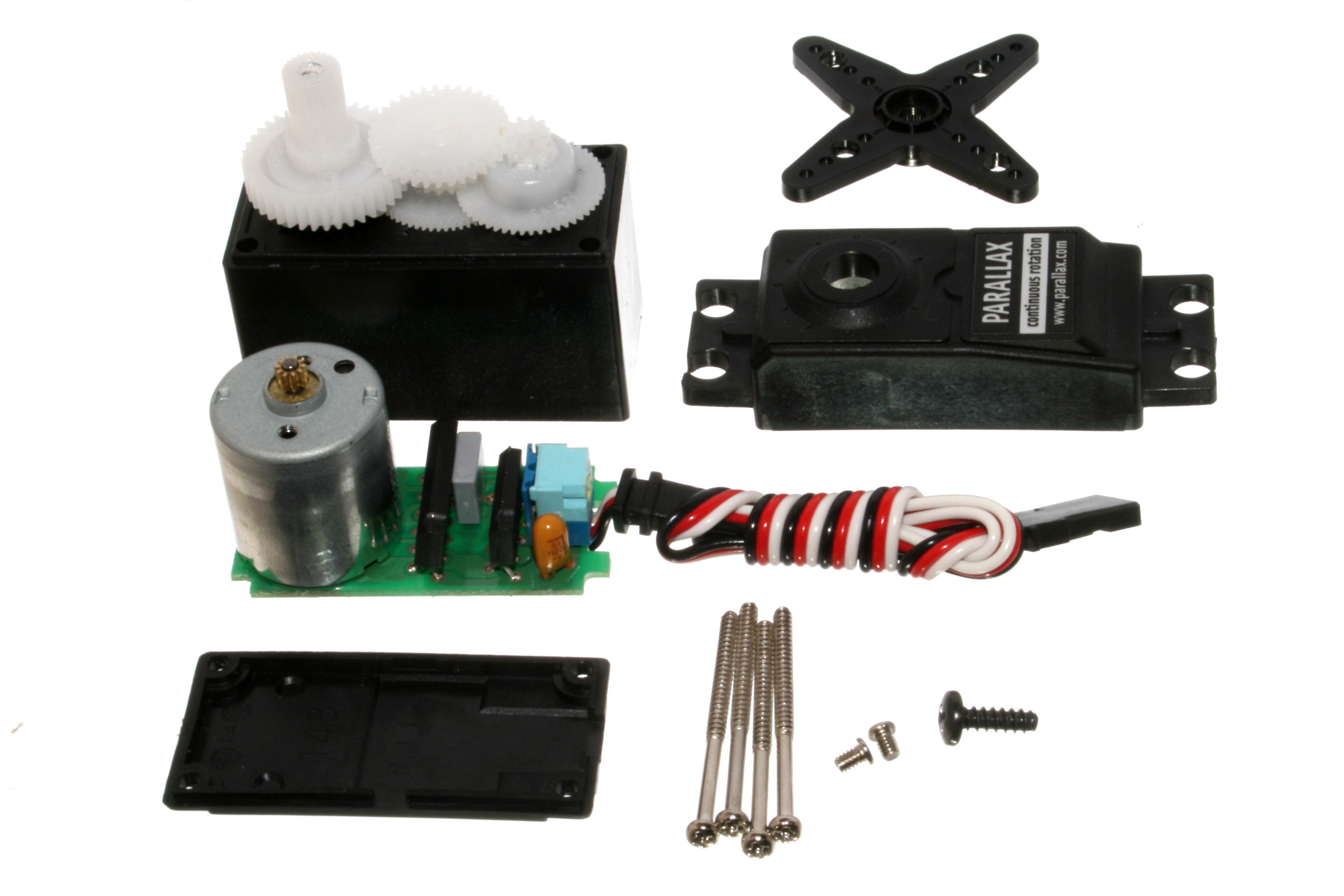
Складові частини сервомашинки

Відмінність між моделями полягає в розмірі (від мікро- до машинок для важких моделей), генерованому зусиллю та швидкості роботи (вимірюється в сек/град, тобто за який час відбудеться поворот валу на даний кут). Сервомашинки також відрізняться максимальним кутом повороту вихідного валу: для приводу випуску шасі авіамоделей випускаються спеціальні сервомашинки з кутом повороту валу до 180 градусів; для аматорської робототехніки випускаються сервомашинки, обертання валу яких не має обмеження взагалі. Напруга живлення — 4,8 чи 6 вольтів.
Залежно від типу використаної електроніки, сервомашинки бувають аналоговими й цифровими. Цифрові машинки забезпечують швидше та точніше відпрацьовування команд, проте споживають при цьому більший струм і мають вищу вартість.
До особливостей якісних рульових машинок слід віднести наявність в них підшипників, а також матеріал, з якого виготовлений редуктор. Інколи корпус захищається від води.

## Сервосейвер
Сервосейвер — це маленький пристрій на валу сервомашинки, що захищає її від пошкоджень. В основному застосовується на позашляхових автомоделях, оскільки при ударі вивернутими колесами, або після жорсткого приземлення зуби в редукторі можуть виявитися зрізаними. Він же, як і храповик, передає зусилля лише в одному напрямі.
На авіамоделях сервосейвер може бути крихкою або гнучкою ланкою в тязі, що передає зусилля від качалки машинки до органу керування. Під впливом непереборного зусилля (наприклад при невдалій посадці) ланка руйнується або згинається, захищаючи вихідний вал сервомашинки від руйнівної дії.

## Обслуговування і ремонт
Найчастіша поломка модельних сервомашинок — зрізання зубів редуктора внаслідок дії непереборного навантаження на вал. Для відновлення працездатності пошкоджених таким чином сервомашинок випускаються спеціальні ремкомплекти — набори запасних шестерень редуктора.
Робота сервомашинки може тимчасово порушуватися після потрапляння до неї води. Опір потенціометра, визначаючого положення вала машинки змінюється і машинка починає самовільно крутити вихідний вал. Для усунення подібної несправності корпус машинки слід відкрити й ретельно просушити, наприклад під світлом настільної лампи.
З часом потенціометр всередині рульової машинки виходить з ладу: погіршується точність роботи, поблизу нейтрального положення валу, котре машинка займає найчастіше, з’являється «мертва зона».

## Виробники
- Futaba[en]
- Hitec
- Multiplex
- JR
- Spektrum
- E-sky
- Savox
- Power HD
- ALIGN